# 1938 en Italie
Chronologie de l'Italie
- 1934
- 1935
- 1936
- 1937
- 1938
- 1939
- 1940
- 1941
- 1942

## Événements
- 16 avril : signature du pacte de Pâques (en anglais Easter Pact, en italien Patto di Pasqua ou Accordi di Pasqua) entre le Royaume-Uni et l'Italie, mettant fin à leurs contentieux en Méditerranée et y validant le statu quo[1].
- 25 avril : fondation de Pomezia, dernière des cinq « villes nouvelles » de l'Agro Pontino, inaugurée le 29 octobre 1939[2].

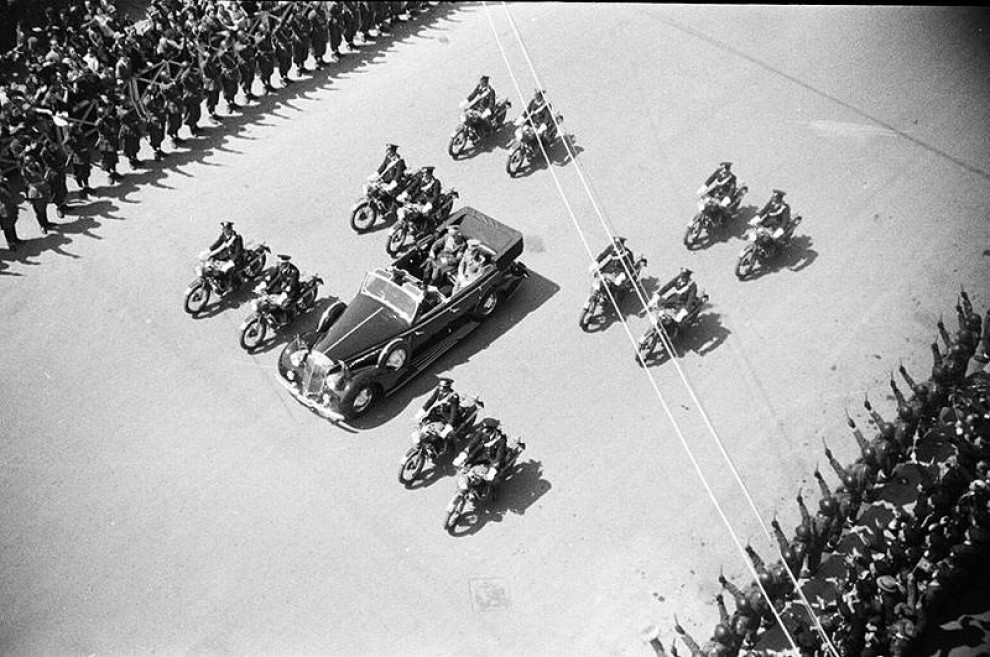
La voiture d'Hitler et Mussolini via Caracciolo, à Naples en 1938.

- 3-9 mai : visite de Hitler en Italie. Il propose à Mussolini une alliance militaire[3].
- 19 juin : l'Italie remporte la Coupe du monde contre la Hongrie au stade olympique de Colombes[3].
- 14 juillet : publication du manifeste de la race (Manifesto della razza) dans Il Giornale d'Italia qui déclare que « les juifs n'appartiennent pas à la race italienne »[4].
- 3 août : le ministre de l'Éducation italien Giuseppe Bottai interdit l’inscription dans les écoles des Juifs en provenance de l’étranger[5].
- 13 septembre : inauguration du cimetière militaire de Redipuglia[6].
- 18 septembre : le discours de Mussolini à Trieste annonce les Lois raciales fascistes[7].
- 30 septembre : Mussolini participe aux accords de Munich qui règle le sort de la Tchécoslovaquie[8].
- 30 novembre : lors d'une séance à la Chambre des députés à laquelle assiste le nouvel ambassadeur français André François-Poncet, les députés fascistes se lèvent aux cris de Tunisie « ! Corse ! Djibouti ! », tandis qu'à l’extérieur des manifestants réclament pour l'Italie Nice et la Savoie[9].
- 6-7 octobre : le Grand Conseil du fascisme adopte la « Déclaration sur la race » suivi d'une série de mesures antisémites[10].
- 17 novembre : décret-loi n°1728 pour la « défense de la race italienne »[10].
- 14 décembre : la Chambre des députés est transformée en Chambre des faisceaux et des corporations qui regroupe le Conseil national du Parti national fasciste, le Conseil national des Corporations, le Duce et les membres du Grand Conseil du fascisme. Il peut exercer des fonctions législatives. Le gouvernement est habilité à légiférer par décret pour amender le Code pénal, le Code de procédure pénale, les lois sur l'organisation judiciaire, et le Code civil[11].
- 17 décembre : le royaume d'Italie dénonce les accords franco-italiens de Rome[12].

## Culture
- 7 septembre : le Manifeste du futurisme de la céramique et de l'aérocéramique signé par Filippo Tommaso Marinetti est publié dans la Gazzetta del Popolo[13].
- 27 octobre : débuts à Florence du ténor Ferruccio Tagliavini, dans le rôle de Rodolfo dans La Bohème.

### Cinéma

#### Autres films sortis en Italie en 1938
- 10 septembre : Ladro di donne (Le Voleur de femmes), film franco-italien, réalisé par Abel Gance

#### Mostra de Venise
- Lion d'or : Luciano Serra, pilote (Luciano Serra pilota) de Goffredo Alessandrini et Les Dieux du stade (Olympia) de Leni Riefenstahl
- Coupe Volpi pour la meilleure interprétation masculine : Leslie Howard pour Pygmalion de Anthony Asquith et Leslie Howard
- Coupe Volpi pour la meilleure interprétation féminine : Norma Shearer pour Marie Antoinette de W. S. Van Dyke

### Littérature

#### Livres parus en 1938
- Conversazione in Sicilia, roman d'Elio Vittorini, d'abord paru en feuilleton dans le magazine littéraire Letteratura, en 1938-1939, et ensuite publié en volume sous le titre Nome e Lagrime en 1941.
- Un anno sull'Altipiano, un livre de mémoires d'Emilio Lussu.

#### Prix et récompenses
- Prix Bagutta : prix non attribué
- Prix Viareggio : Vittorio Giovanni Rossi, Oceano et Enrico Pea, La Maremmana

## Naissances en 1938
- 25 mars : Giuseppe Zorzi, coureur cycliste, professionnel de 1960 à 1965. († 2 avril 2019)
- 9 avril : Ettore Romoli, homme politique. († 14 juin 2018)
- 16 avril : Gabriele Antonini, acteur.
- 25 mai : Franco Bonisolli, chanteur lyrique (ténor). († 30 octobre 2003).
- 9 juin : 
  - Lorenzo Saccomani, chanteur lyrique (baryton).
  - Pier Paolo Capponi, acteur et scénariste. († 15 février 2018)
- 9 juillet : Giorgio Lamberti, chanteur lyrique (ténor).
- 3 août : Remo Bodei, philosophe. († 7 novembre 2019)
- 13 août : Oscar Ghiglia, guitariste.
- 20 août : Cosimo Cinieri, acteur, dramaturge et réalisateur. († 19 août 2019)
- 7 octobre : Antonino Valletta, médecin et homme politique, sénateur lors des XIIe et XIIIe législatures. (° 21 janvier 2022)
- 27 novembre : Elsa Quarta (it), chanteuse qui jouissait d'une certaine notoriété dans les années soixante. († 17 août 2020)
- 17 novembre : Calisto Tanzi, chef d'entreprise, fondateur de l'entreprise agro-alimentaire Parmalat. († 1er janvier 2022)
- 26 décembre : Adriana Maliponte, cantatrice lyrique  (soprano)

## Décès en 1938
- 14 janvier : Giacomo Grosso, 77 ans, peintre, portraitiste, de scènes de genre et d'histoire. (° 23 mai 1860)
- 15 janvier : Rinaldo Piaggio, 73 ans, entrepreneur et un sénateur italien, créateur de la célèbre firme Piaggio. (° 15 juillet 1864)
- 29 janvier : Alessandro Mazzucotelli, 72 ans, artisan d'art, décorateur d'intérieur et ferronnier, surnommé le « magicien du fer [14] ». (° 30 décembre 1865)
- 28 février : Ettore De Maria Bergler, 87 ans, peintre, spécialisé dans la peinture de paysage. (° 25 décembre 1850)
- 16 mars : Vincenzo Migliaro, 79 ans, peintre et graveur. (° 8 octobre 1858)
- 27 mars : Romolo Bacchini, 65 ans, peintre, musicien, poète et réalisateur, pionnier du cinéma italien, actif à l'époque du cinéma muet. (° 11 avril 1872)
- 1er mai : Giuseppe Boano, 65 ans, peintre, graveur, affichiste et illustrateur. (° 20 novembre 1872)
- 22 mai : Vittorio Cavalleri, 78 ans, peintre. (° 16 février 1860)
- 29 août : Cesare Facciani, 32 ans, coureur cycliste sur piste, Champion olympique de poursuite par équipes en 1928. (° 5 février 1906)
- 26 novembre : Orneore Metelli, 66 ans, peintre de style art naïf. (° 2 juin 1872).
- 29 novembre : Angelo Fortunato Formiggini, 60 ans, philosophe et éditeur. (° 21 juin 1878).

- Adolfo Belimbau, 93 ans, peintre. (° 1845)